# Сан-Джасинто (округ)
Округ Сан-Джасинто или Сан-Хасинто (англ. San Jacinto county) — округ штата Техас Соединённых Штатов Америки. На 2000 год в нем проживало 22 241 человек. По оценке бюро переписи населения США в 2009 году население округа составляло 24 902 человек. Окружным центром является город Колдспринг.

## История
Округ Сан-Джасинто был сформирован в 1870 году. Он был назван в честь битвы при Сан-Хасинто, в результате которой Техас получил независимость от Мексики.

## География
По данным бюро переписи населения США площадь округа Сан-Джасинто составляет 1626 км², из которых 1478 км² — суша, а 148 км² — водная поверхность (9,12 %).

### Основные шоссе
- Шоссе 59
- Шоссе 190
- Автострада 150
- Автострада 156

### Соседние округа
- Тринити  (север)
- Полк  (северо-восток)
- Либерти  (юго-восток)
- Монтгомери  (юго-запад)
- Уолкер  (северо-запад)